# Stephenson Robert Clarke
Pour les articles homonymes, voir Clarke.
Le Colonel Stephenson Robert Clarke, né le 1er juillet 1862 et mort le 3 novembre 1948, est un militaire, homme d'affaires, franc-maçon, ornithologue et horticulteur anglais.

## Biographie
C'est un grand voyageur, collectionneur d'oiseaux et de plantes, ainsi qu'un chasseur de gros gibiers. Après des études à Winchester, il passe quelque temps en France où naît sa passion pour les oiseaux.
En 1880, il incorpore l'armée (Royal Sussex Regiment) dont il commande le troisième bataillon de 1906 à 1912, et participe à la Deuxième Guerre des Boers. Il est nommé Colonel, en 1909 et compagnon de l'Ordre du Bain, en 1911.
En 1893, il achète le manoir et les jardins de Borde Hill (Sussex) qu'il enrichit à la suite de ses nombreux voyages (collections de plantes provenant de l'Himalaya, de Chine, de Tasmanie, des Andes et d'Amérique du Nord).
Membre de la British Ornithologists' Union, collaborateur à la revue Ibis, il est l'auteur de trois espèces d'oiseaux africains :
- Lybius chaplini S. Clarke, 1920, le Barbican de Chaplin
- Columba oliviae S. Clarke, 1918, le Pigeon de Somalie
- Carduelis (Warsanglia) johannis (S. Clarke, 1918), la Linotte de Warsangli

Son frère cadet, le Général de brigade Goland Vanholt Clarke (1875-1944) fut aussi ornithologue et collectionneur.